# Scaptonyx fusicaudus
Scaptonyx fusicaudus is een zoogdier uit de familie van de mollen (Talpidae). De wetenschappelijke naam van de soort werd voor het eerst geldig gepubliceerd door Milne-Edwards in 1872.